# Johann Maritz

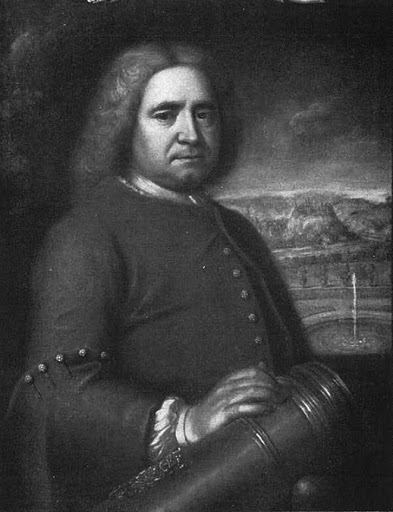
Maritz auf einem Bild von Robert Gardelle

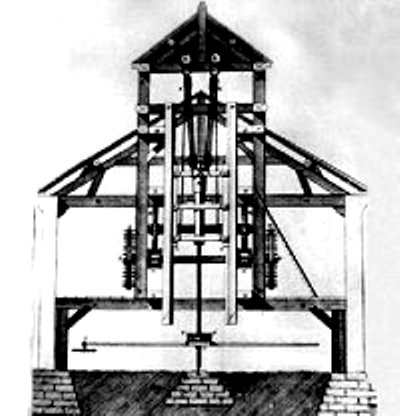
Kanonenbohrwerk

Jean oder Johannes oder Johann Maritz (* 1680 in Burgdorf BE, Kanton Bern; † 1743) war ein Schweizer Stückgiesser und Erfinder. Er wurde Commissaire des Fontes in Straßburg.

## Leben
Johann Maritz erfand eine Stückbohrmaschine. 1710 goss er in Bern massive Kanonen und bohrte dieselben mit seiner erfundenen horizontalen Bohrmaschine so aus, dass der Kern als ein massives Stück herausgenommen werden kann. Seine Erfindung wurde von Florent-Jean de Vallière (1667–1759) weiter entwickelt.
In England erkannten dann König Georg I., Lord Stanhope und Sir Robert Walpole, dass sie dadurch ins Hintertreffen geraten, und engagierten 1712 Albrecht Borgaard (1659–1751).
Der Stadt Genf errichtete er auch ein neues Wasserwerk.

## Familie
Sein Sohn Samuel Maritz (1705–1786) wurde im Frühling 1749 nach Bern berufen, um hier die gesamte Artillerie neu zu giessen. Ein anderer Sohn, Johann Maritz der Jüngere (1711–1790), wurde 1755 in Frankreich Generalinspektor der königlichen Giessereien.